# Steve Krulevitz
Steve Krulevitz (Baltimora, 30 maggio 1951) è un ex tennista statunitense con cittadinanza israeliana.

## Carriera
In carriera ha vinto 4 titoli di doppio. Nei tornei del Grande Slam ha ottenuto il suo miglior risultato raggiungendo le semifinali di doppio agli Australian Open nel 1981, in coppia con l'australiano Syd Ball.
Con la Squadra israeliana di Coppa Davis ha disputato un totale di 9 partite, vincendone 4 e perdendone 5.

## Statistiche

### Doppio

#### Vittorie (4)
| Numero | Anno | Torneo                        | Superficie  | Compagno        | Avversari in finale         | Punteggio     |
| 1.     | 1979 | Sarasota Grand Prix, Sarasota | Sintetico   | Ilie Năstase    | John James Keith Richardson | 6-3, 6-4      |
| 2.     | 1979 | Stowe Open, Stowe             | Cemento     | Mike Cahill     | Anand Amritraj Colin Dibley | 3–6, 6–3, 6–4 |
| 3.     | 1980 | Brussels Outdoor, Bruxelles   | Terra rossa | Thierry Stevaux | Eric Fromm Cary Leeds       | 6–3, 7–5      |
| 4.     | 1980 | Tel Aviv Open, Tel Aviv       | Cemento     | Per Hjertquist  | Eric Fromm Cary Leeds       | 7–6, 6–3      |